# Puczeż
Puczeż – miasto w Rosji, w obwodzie iwanowskim. W 2010 roku liczyło 8588 mieszkańców.